# Savines-le-Lac
Ne doit pas être confondu avec Lac de Savine.
Savines-le-Lac est une commune française située dans le département des Hautes-Alpes en région Provence-Alpes-Côte d'Azur, sur les rives du lac de Serre-Ponçon, au pied du massif du Grand Morgon.
Ses habitants sont appelés les Savinois.

## Géographie

### Localisation
Savines-le-Lac est située à une trentaine de kilomètres de Gap (26,3 km à l'est à vol d'oiseau), dans le département des Hautes-Alpes, en zone périphérique du parc national des Écrins.
L'altitude de la commune est comprise entre 718 m (point immergé sous les eaux du lac de Serre-Ponçon) et 2 270 m (près du pic de Morgon), le chef-lieu étant situé entre 782 et 840 m d'altitude. L'IGN fixe les limites altitudinales de la commune à 775 et 2 260 m.
Sept communes sont limitrophes de Savines-le-Lac : Crots, Prunières, Puy-Saint-Eusèbe, Puy-Sanières, Réallon, Saint-Apollinaire dans le département des Hautes-Alpes ainsi que Pontis dans le département voisin des Alpes-de-Haute-Provence.
| Saint-Apollinaire, Réallon       | Puy-Saint-Eusèbe | Puy-Sanières |
| Prunières                        | Savines-le-Lac   | Crots        |
| Pontis (Alpes-de-Haute-Provence) |                  |              |

### Climat
Pour des articles plus généraux, voir Climat de Provence-Alpes-Côte d'Azur et Climat des Hautes-Alpes.
En 2010, le climat de la commune est de type climat méditerranéen altéré, selon une étude du Centre national de la recherche scientifique s'appuyant sur une série de données couvrant la période 1971-2000. En 2020, Météo-France publie une typologie des climats de la France métropolitaine dans laquelle la commune est exposée à un climat de montagne ou de marges de montagne et est dans la région climatique Alpes du sud, caractérisée par une pluviométrie annuelle de 850 à 1 000 mm, minimale en été.
Pour la période 1971-2000, la température annuelle moyenne est de 9,7 °C, avec une amplitude thermique annuelle de 17,8 °C. Le cumul annuel moyen de précipitations est de 1 027 mm, avec 7,3 jours de précipitations en janvier et 5,6 jours en juillet. Pour la période 1991-2020, la température moyenne annuelle observée sur la station météorologique de Météo-France la plus proche, « Embrun », sur la commune d'Embrun à 8 km à vol d'oiseau, est de 11,1 °C et le cumul annuel moyen de précipitations est de 732,6 mm. 
La température maximale relevée sur cette station est de 38,4 °C, atteinte le 28 juin 2019 ; la température minimale est de −19,1 °C, atteinte le 9 janvier 1985,,.
Les paramètres climatiques de la commune ont été estimés pour le milieu du siècle (2041-2070) selon différents scénarios d'émission de gaz à effet de serre à partir des nouvelles projections climatiques de référence DRIAS-2020. Ils sont consultables sur un site dédié publié par Météo-France en novembre 2022.

### Transports

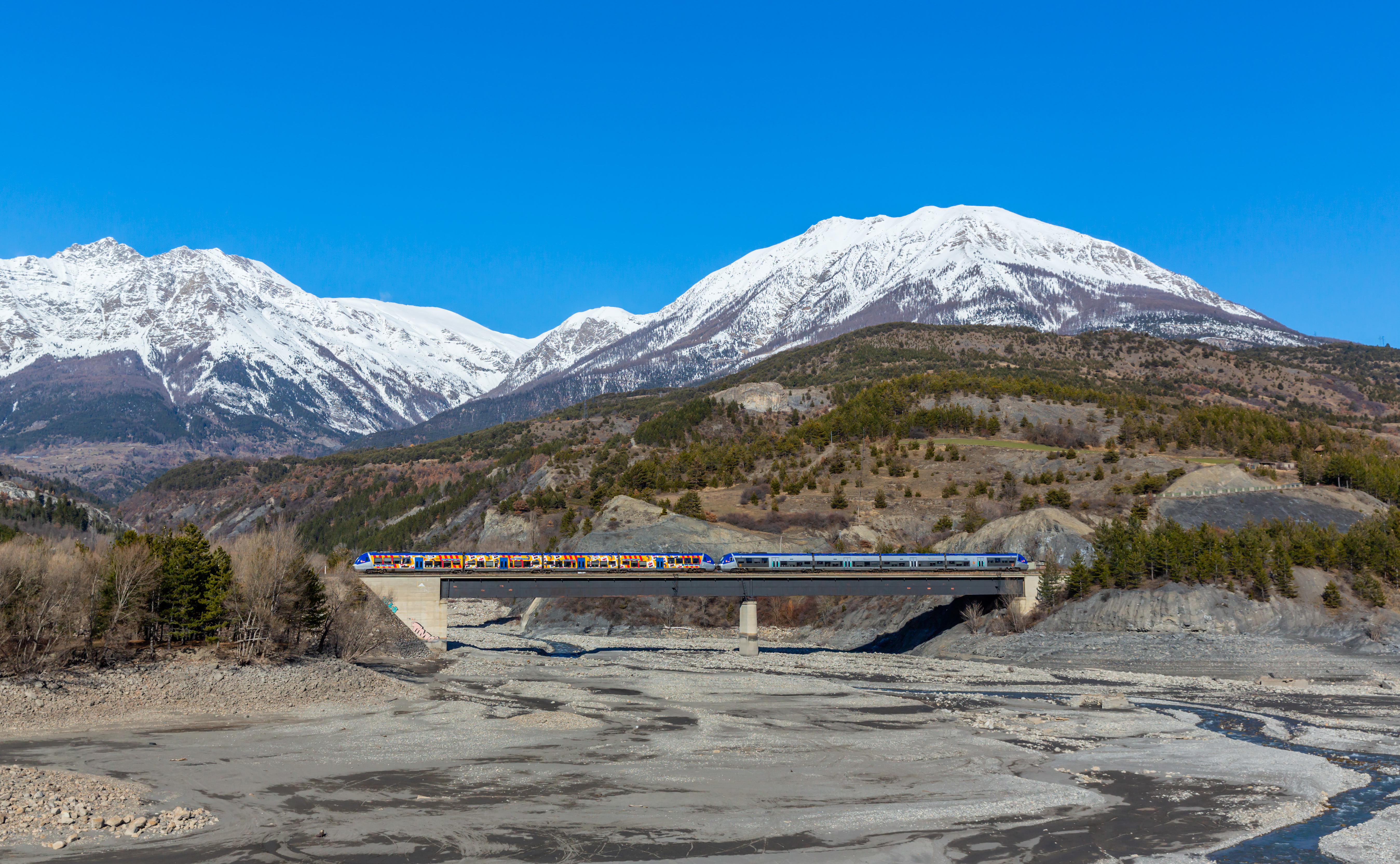
Deux autorails B 81500 pour un service Transport express régional à Savines-le-Lac. Février 2016.

La commune est traversée par la route nationale 94 reliant Gap à Embrun, à Briançon et à l'Italie par le col de Montgenèvre.
Plusieurs autres routes départementales traversent la commune, desservant un quartier.
En rive gauche de la Durance, la route départementale 954 relie la route nationale 94 au Sauze-du-Lac et à la vallée de l'Ubaye (Le Lauzet-Ubaye, Barcelonnette). Depuis cette route, une départementale 208T dessert le Pré d'Émeraude et un camping ; une RD 468T remonte un torrent au sud du chef-lieu de la commune.
En rive droite, la RD 41 continue vers Réallon, la RD 541 vers Saint-Apollinaire, et la RD 641 vers Puy-Saint-Eusèbe et Puy-Sanières. Une partie de la RD 9 (liaison de Chorges à Embrun par Réallon) passe au nord de la commune.

## Urbanisme

### Typologie
Au 1er janvier 2024, Savines-le-Lac est catégorisée bourg rural, selon la nouvelle grille communale de densité à 7 niveaux définie par l'Insee en 2022.
Elle est située hors unité urbaine. Par ailleurs la commune fait partie de l'aire d'attraction d'Embrun, dont elle est une commune de la couronne,. Cette aire, qui regroupe 12 communes, est catégorisée dans les aires de moins de 50 000 habitants,.
La commune, bordée par un plan d’eau intérieur d’une superficie supérieure à 1 000 hectares, le lac de Serre-Ponçon, est également une commune littorale au sens de la loi du 3 janvier 1986, dite loi littoral. Des dispositions spécifiques d’urbanisme s’y appliquent dès lors afin de préserver les espaces naturels, les sites, les paysages et l’équilibre écologique du littoral, tel le principe d'inconstructibilité, en dehors des espaces urbanisés, sur la bande littorale des 100 mètres, ou plus si le plan local d’urbanisme le prévoit.

### Occupation des sols
L'occupation des sols de la commune, telle qu'elle ressort de la base de données européenne d’occupation biophysique des sols Corine Land Cover (CLC), est marquée par l'importance des forêts et milieux semi-naturels (64,1 % en 2018), une proportion sensiblement équivalente à celle de 1990 (64,3 %). La répartition détaillée en 2018 est la suivante : 
forêts (53,5 %), eaux continentales (17,5 %), zones agricoles hétérogènes (10,8 %), milieux à végétation arbustive et/ou herbacée (8,8 %), zones urbanisées (4,5 %), terres arables (2,2 %), espaces ouverts, sans ou avec peu de végétation (1,8 %), espaces verts artificialisés, non agricoles (0,8 %).
L'évolution de l’occupation des sols de la commune et de ses infrastructures peut être observée sur les différentes représentations cartographiques du territoire : la carte de Cassini (XVIIIe siècle), la carte d'état-major (1820-1866) et les cartes ou photos aériennes de l'IGN pour la période actuelle (1950 à aujourd'hui).

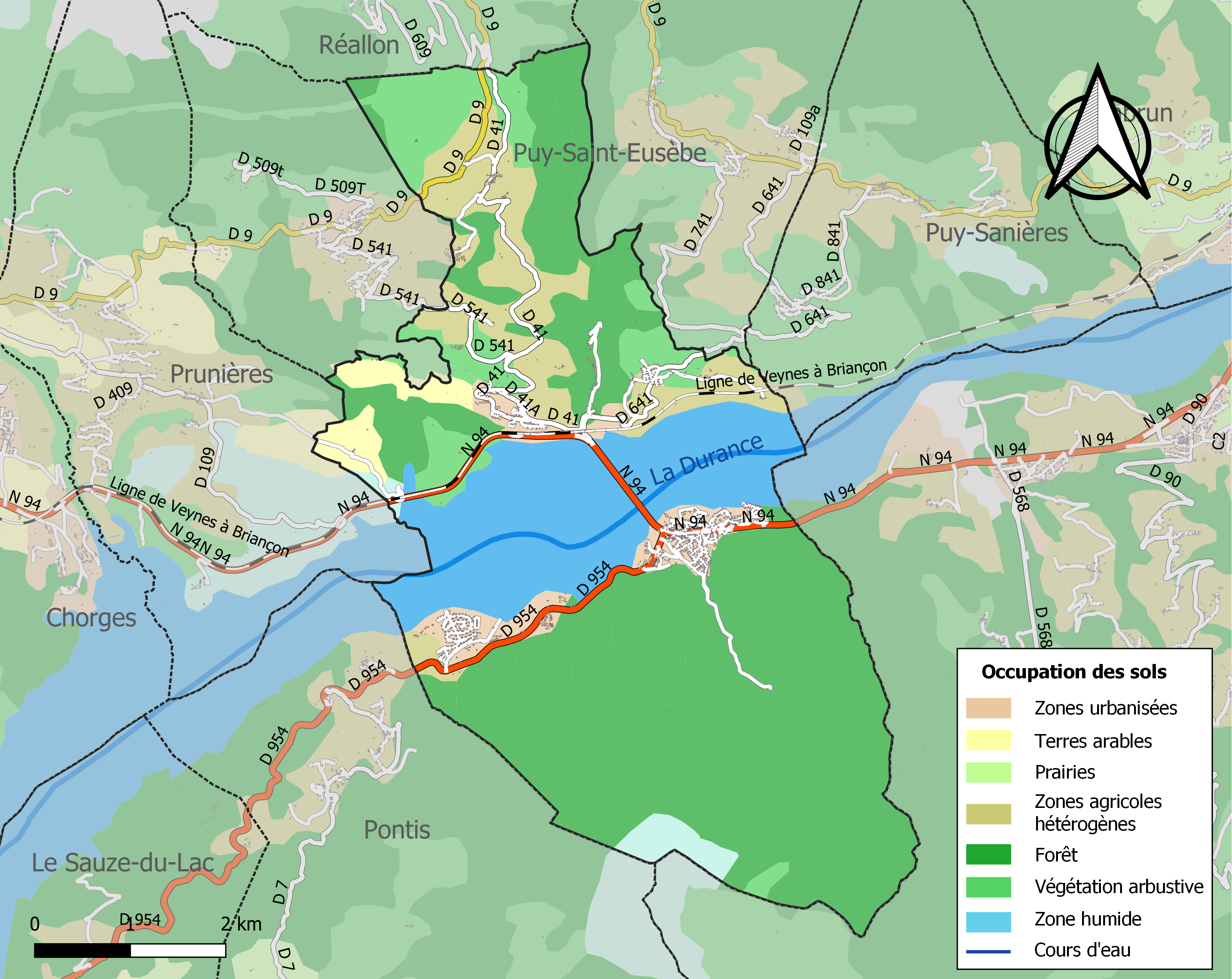
Carte de l'occupation des sols de la commune en 2018 (CLC).

## Toponymie
Le nom de la localité est attesté sous les formes Giraudus de Savina en 1173 dans le Cartulaire d'Oulx, Mandamentum Sabine en 1316, Cappellanus de Sabina en 1361, Locus de Lojis juxta Barnafred et Cugnum en 1428, Cognet de Savina en 1728 dans les archives du château Picomtal, La Charrièra en 1783.
C'est un toponyme récent lié à l'auberge qui marquait ce lieu et qui vit se développer un hameau dénommé le Cognet ; le Cognet devint la Charriéra (« la route »), et fut ultérieurement nommé Savina - Savines.
Ce nom peut venir de l'ancien occitan savina qui désigne une sorte de genévrier, ou du nom de la tribu gauloise des Savincatii qui habitèrent le lieu, ou d'une variante de sapine, « lieu planté de sapin ».
Le-Lac est un ajout lié à la création du lac de Serre-Ponçon. Le conseil municipal de Savines demande que le nom de la commune devienne Savines-le-Lac par délibération du 22 janvier 1961.
Le nom en occitan haut-alpin est Savina.

## Histoire
En sept siècles d'existence, le village de Savines a changé deux fois d'emplacement.
En 1282, Rodolphe de La Font de Savines prêta hommage au Dauphin des terres du Mandement de Savines. À cette époque, le premier village était situé en rive droite de la Durance, au fond du torrent de Réallon, à l'actuel lieu-dit la Paroisse, où se trouvent encore les ruines de l'ancien château des comtes de La Font de Savines, et celles de la première église paroissiale. Ce premier village fut abandonné sous la Révolution à cause des ravages du torrent de Réallon.
Un bac permettant de traverser la Durance est attesté au XVe siècle.
Établi sur la rive gauche de la Durance, le second village de Savines fut détruit le 3 mai 1961 pour les besoins de la construction de la retenue de Serre-Ponçon. Il était situé sur la rive gauche de la Durance au lieu-dit la Charrière. Il datait des années 1825.
Dès le début de la construction du barrage, les habitants situés au-dessous de la cote 784 NGF, furent expropriés. Les maisons ont été démolies, et les cimetières ont été déplacés. L'église a été dynamitée à la mise en eau du barrage.
Ne subsistent de l'ancien village que le cimetière et une quinzaine de maisons.
La mise en eau de la retenue et l'évacuation des habitants de l'ancien village de Savines inspirèrent en 1958 le film L'Eau vive de François Villiers, d'après un scénario de Jean Giono. La chanson homonyme L'Eau vive, chantée par Guy Béart est devenue un classique de la chanson française.
Le 30 mars 2023, le président de la République française Emmanuel Macron présente le « plan eau » à Savines-le-Lac pour améliorer la gestion de l'eau, ressource menacée par les sécheresses et le réchauffement climatique.

### Le mandement de Savines

#### Historique
Dans cet espace géographique, les co-seigneurs de Savines (puis le seigneur unique) exerçaient leurs pouvoirs. Les limites ne coïncident pas avec celles du canton actuel. Dans ce terroir, plusieurs communautés d’habitants sont, peu à peu, devenues indépendantes, gardant de la dépendance initiale certains usages des pâturages et des bois. De ce fait, les règles et usages communautaires résultent davantage des contraintes montagnardes et de la pesanteur historique que d’une volonté délibérée.

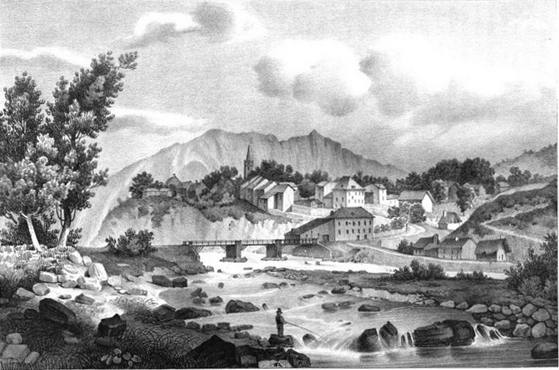
Savines au XIXe siècle illustrée par Alexandre Debelle (1805–1897).

Le « mandement de Savines », qui couvrait la totalité de la Seigneurie du même nom, érigée en Marquisat par Louis XIV en janvier 1715 pour la famille de Lafont, gouverneurs d'Embrun, comprenait les communes de Savines, Réallon, Prunières, Puy-Saint-Eusèbe et Saint-Apollinaire. Ces communes possédaient en indivis les montagnes pastorales et les forêts situées sur leur territoire. L’ancienneté du mandement est attestée par un acte du mois de mai 1235 par lequel il s’allie, vu l’insécurité des temps, aux habitants d’Embrun. Nous connaissons la vie de cette association de communes surtout par les luttes et les procès qu’elles a menées pour conserver son originalité et ses propriétés contre ses voisins : Embrun en 1297, Les Crottes pour la forêt de la Magnane, le domaine royal en 1699, 1733, etc.
Cependant de nombreuses difficultés ayant surgi entre les communes associées pour la jouissance des pâturages, dès 1885 plusieurs projets de partage furent élaborés. Celui de 1884 n’ayant pas été accepté par toutes les communes, l’affaire fut portée devant le Conseil de préfecture puis devant le Conseil d’État, qui rendit son arrêté le 9 février 1906. Un accord définitif intervint le 8 octobre 1909 qui règle le litige et fixe les « statuts mandementaux », les forêts restent en indivis au sein du mandement, mais les montagnes pastorales sont attribuées aux communes par tirage au sort.
La commune de Réallon reçoit les montagnes de Chorges et de la Baume, les communes de Prunières, Puy-Saint-Eusèbe et Saint-Apollinaire les montagnes de la Gardette et Savines les montagnes de Vieille Selle et Reyssas. Ainsi s’explique le fait que Savines-le-Lac possède des pâturages sur le territoire de la commune de Réallon.

#### Aujourd’hui
Aujourd’hui, le Syndicat des communes du Mandement de Savines-Le-Lac possède environ 965 ha dans les forêts de Morgon, Sellette et Pré Martin et la moitié de la forêt de la Magnane d’une superficie d’environ 432 ha, indivise avec la commune de Crots. Ces forêts exploitées et soumises au régime forestier sont gérées avec le concours de l’ONF. La répartition entre les communes des ventes de bois pour ces forêts se fait chaque année, selon la trésorerie disponible de la manière suivante qui n’a pas changé depuis les origines : Savines-le-Lac 4/12, Réallon 4/12, Prunières 2/12, Puy-Saint-Eusèbe 1/12 et Saint-Apollinaire 1/12. Pour la forêt de La Magnane la répartition se décompose ainsi : Crots 12/24, Savines-le-Lac 4/24, Réallon 4/24, Prunières 2/24, Saint-Apollinaire 1/24 et Puy-Saint-Eusèbe 1/24
Article rédigé par M. Robert BRES et M. Pierre TEISSIER ( Maire de 1995 à 2008)

## Politique et administration

### Administration municipale
Le conseil municipal a désigné quatre adjoints et dix conseillers municipaux.

### Liste des maires
| Période                                  | Période   | Identité          | Étiquette | Qualité                                               |
| ---------------------------------------- | --------- | ----------------- | --------- | ----------------------------------------------------- |
| Les données manquantes sont à compléter. |           |                   |           |                                                       |
| mars 1965                                | mars 1971 | Louis Imbert      | DVG-PCF   | Suppléant du député François-Marie Bénard (1962-1967) |
| mars 1971                                | mars 1983 | André Soubsol     | DVG-PCF   |                                                       |
| mars 1983                                | juin 1995 | Léon Silve        | DVG       | Maire honoraire                                       |
| juin 1995                                | mars 2008 | Pierre Teissier   | DVG       | Maire honoraire                                       |
| mars 2008                                | En cours  | Victor Berenguel, | DVD       | Ancien cadre                                          |

### Intercommunalité
Savines-le-Lac a été le siège, jusqu'en 2016, de la communauté de communes du Savinois-Serre-Ponçon.
Depuis le 1er janvier 2017, elle fait partie de la communauté de communes de Serre-Ponçon.

### Politique environnementale
La commune possède une déchèterie.
La politique de fleurissement a sous la conduite du Maire Pierre TEISSIER, à permis à la commune d'obtenir deux fleurs au concours des villes et villages fleuris.

### Jumelages
Savines-le-Lac est jumelée avec :
- Luserna San Giovanni (Italie).

## Population et société

### Démographie
Les habitants de la commune s'appellent des Savinois ou des Savinoises.

L'évolution du nombre d'habitants est connue à travers les recensements de la population effectués dans la commune depuis 1793. Pour les communes de moins de 10 000 habitants, une enquête de recensement portant sur toute la population est réalisée tous les cinq ans, les populations de référence des années intermédiaires étant quant à elles estimées par interpolation ou extrapolation. Pour la commune, le premier recensement exhaustif entrant dans le cadre du nouveau dispositif a été réalisé en 2006.

En 2022, la commune comptait 1 109 habitants, en évolution de +4,92 % par rapport à 2016 (Hautes-Alpes : +0,4 %, France hors Mayotte : +2,11 %).
| 1793 | 1800 | 1806 | 1821  | 1831  | 1836  | 1841  | 1846  | 1851  |
| ---- | ---- | ---- | ----- | ----- | ----- | ----- | ----- | ----- |
| 885  | 934  | 948  | 1 089 | 1 052 | 1 113 | 1 155 | 1 120 | 1 131 |

| 1856  | 1861  | 1866  | 1872  | 1876  | 1881  | 1886  | 1891  | 1896 |
| ----- | ----- | ----- | ----- | ----- | ----- | ----- | ----- | ---- |
| 1 105 | 1 128 | 1 096 | 1 107 | 1 123 | 1 308 | 1 086 | 1 078 | 994  |

| 1901 | 1906 | 1911 | 1921 | 1926 | 1931  | 1936  | 1946 | 1954 |
| ---- | ---- | ---- | ---- | ---- | ----- | ----- | ---- | ---- |
| 932  | 948  | 944  | 990  | 920  | 1 009 | 1 014 | 818  | 976  |

| 1962 | 1968 | 1975 | 1982 | 1990 | 1999 | 2006  | 2011  | 2016  |
| ---- | ---- | ---- | ---- | ---- | ---- | ----- | ----- | ----- |
| 408  | 589  | 663  | 790  | 759  | 815  | 1 061 | 1 065 | 1 057 |

| 2021  | 2022  | - | - | - | - | - | - | - |
| ----- | ----- | - | - | - | - | - | - | - |
| 1 095 | 1 109 | - | - | - | - | - | - | - |

En 1954, quelques années avant la création du lac de Serre-Ponçon, la population communale était composée de 52,5 % de personnes âgées de 20 à 60 ans, un pourcentage légèrement inférieur à la moyenne nationale en 1953.
.

### Enseignement
Savines-le-Lac dépend de l'académie d'Aix-Marseille. Elle gère une école primaire publique, où 113 élèves sont scolarisés.

### Sports
Le village se consacre aux sports nautiques.
Dans le Centre de Loisirs :
- Terrain de football ;
- Terrain de basket ;
- Plateau d'éducation physique ;
- Boulodrome ;
- Skate park ;
- Plage aménagée et surveillée du 1er juillet au 31 août ;
- Trois pontons d'amarrage de bateaux ;
- Un site d'escalade exceptionnel, exposé plein sud, accessible en 5 minutes, avec 31 voies équipées (du 4 au 7b) ;
- Parcours de santé ;
- Plusieurs kilomètres de circuits VTT balisés ;
- Sentiers pédagogiques (botanique, exploitation de la forêt).

## Économie

### Équipements
- Tous commerces
- Zone artisanale
- Bibliothèque-médiathèque municipale
- Crèche halte-garderie intercommunale

### Tourisme
Savines-le-Lac est le siège d'un office de tourisme intercommunal : « Entre Écrins et Serre-Ponçon ».

## Culture locale et patrimoine

### Lieux et monuments
- Chapelle Sainte-Anne de Chérines.
- Chapelle Saint-Roch de la Paroisse.

#### L'église

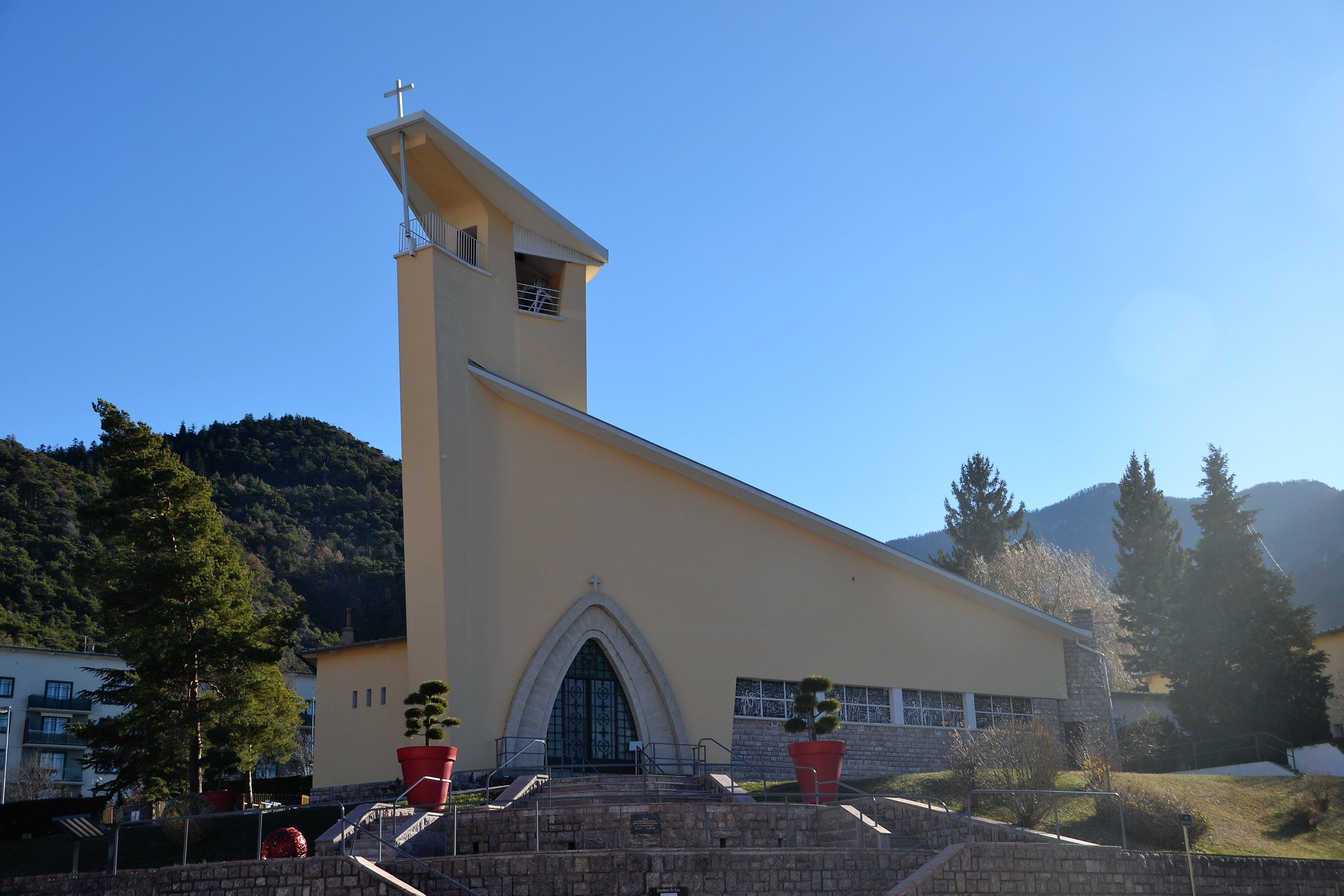
L'église de Savines, vue extérieure.

Consacrée le 15 juillet 1962, l'église paroissiale de Savines-le-Lac a pour titulaire saint Florent, évêque d'Orange au VIe siècle, tout comme l'église médiévale (XIe – XIIIe siècles) située au lieu-dit la Chapelle, sur la rive droite de la Durance, et l’église du XIXe siècle, consacrée en 1834, rasée en 1961, rive gauche.
Œuvre de l'architecte Achille de Panaskhet, l'édifice de pierre, de béton et de dalles de verre, s'inscrit dans l'espace, au sommet de l'agglomération. Image d'un navire, croix à la proue, avec sa charge de symboles et de sens. De l'ensemble, marqué par l'évolution d'un art sacré, sans rupture totale avec le passé, certaines lignes de l'édifice héritées du passé, mais surtout l'utilisation discrète de la symbolique du triangle parfait pour la toiture et le plafond de la nef renvoie à la Sainte Trinité.

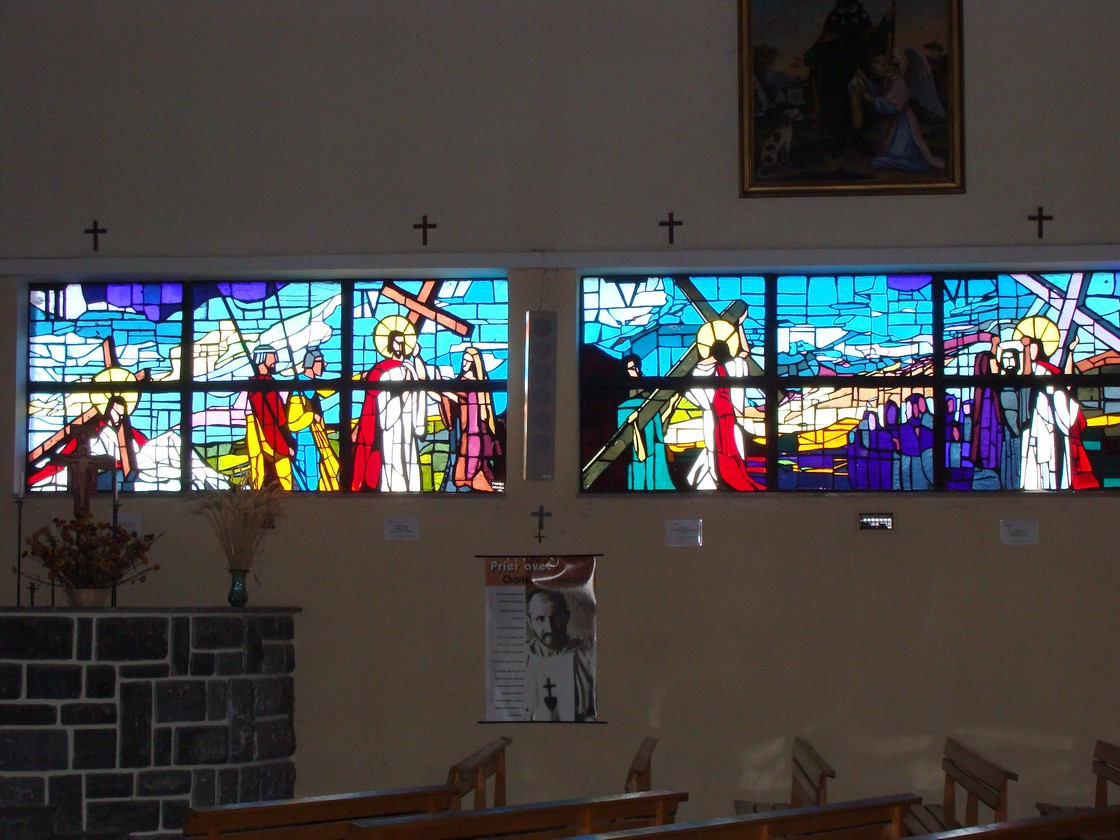
Vitraux de la Passion, vue partielle.

À l'intérieur, les vitraux sont la caractéristique essentielle de l'église savinoise : l'architecte en a fait les plans, les dessins et les gouaches. Sur l'une des parois de la chapelle d'hiver, les vitraux non figuratifs se réfèrent à la Genèse : du chaos primitif à la création de l'Homme. Sur l'autre paroi, qui jouxte la nef de l'église, les niches des Apôtres, hiératiques, face à l'autel, et c'est vers lui que convergent les épisodes figuratifs de la Passion du Christ, qui s'achève par la lumière de la Résurrection.
Le baptistère est un rappel de l'Antiquité tardive. C'est une construction ronde jouxtant l’église, avec laquelle il communique près de l'autel de la Vierge. L'extérieur est en pierres du Queyras, l'intérieur en pâte de verre bleue. Au clocher, on trouve d'anciennes cloches, dont celle de l'église du quartier et hameau de la Chapelle, connus dès le XIIIe siècle.
Témoin d'art et d'histoire, l'église de Savines-le-Lac, christo-centrique, s'inscrit dans un mouvement religieux et artistique dont on a d'autres exemples. Elle est le monument le plus visité de la commune.
Une salle du trésor a été aménagée, sous la conduite du maire Pierre TEISSIER avec le père Claude ARMAND, dans laquelle on peut admirer plusieurs pièces inscrites à l'inventaire départemental, dont deux tableaux : l'Adoration des bergers et l'Adoration des mages
.

#### Barrage et lac de Serre-Ponçon

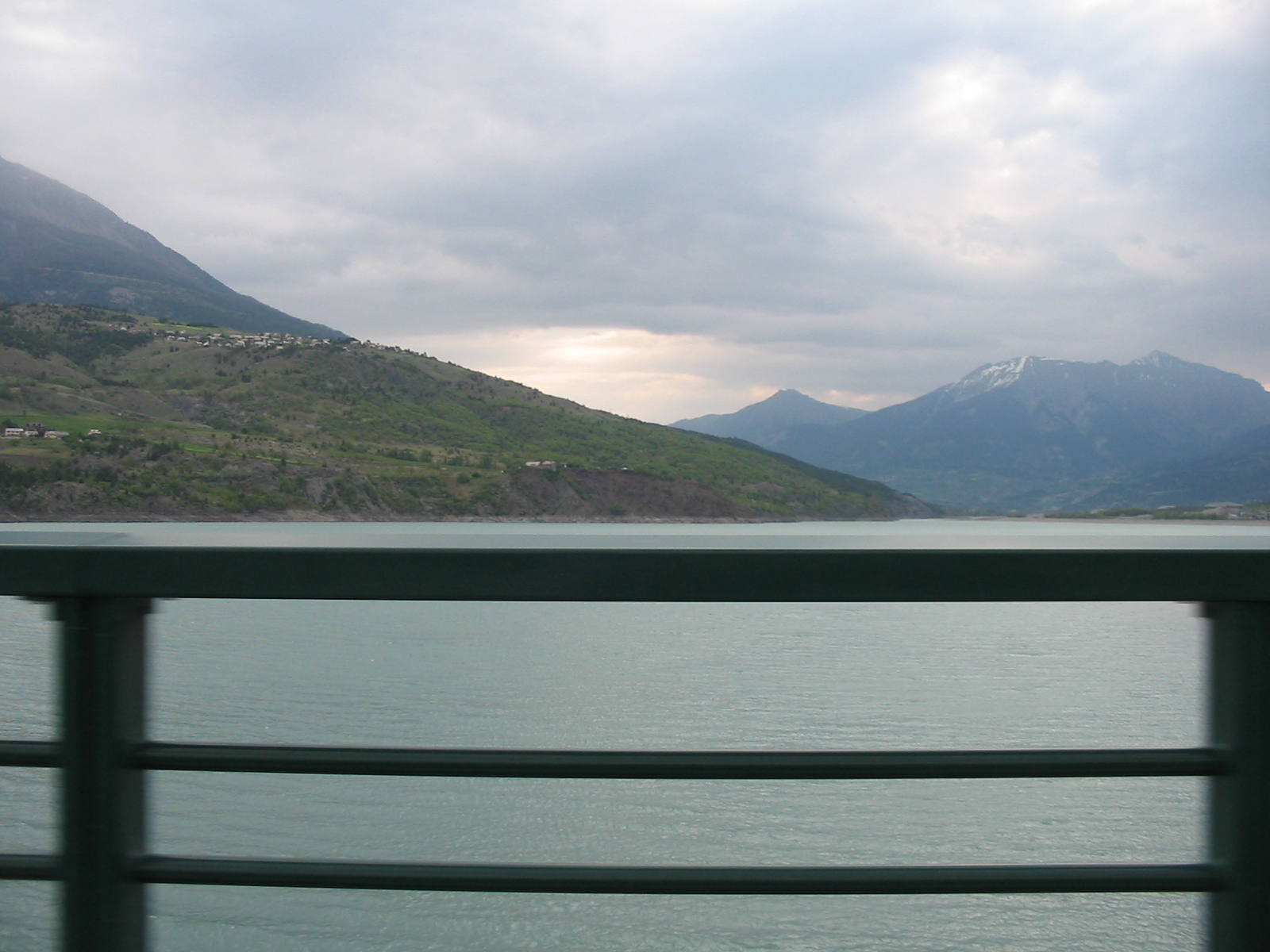
Vue depuis le pont de Savines.

#### Pont de Savines
Cet ouvrage d'art, d'une longueur de 924 mètres, relie les deux rives du lac. Il est le passage obligé pour traverser le département des Hautes-Alpes et se rendre en Italie via le col de Montgenèvre.

## Personnalités liées à la commune
- Laetitia Roux est originaire du village et y vit une partie de l'année.

## Héraldique
| Blason de Savines-le-Lac | Blason  | De sinople au huchet contourné d'or, lié, virolé et enguiché de gueules. |
| Blason de Savines-le-Lac | Détails | Le statut officiel du blason reste à déterminer.                         |